# Karmen Stavec
Karmen Stavec, née le 21 décembre 1973 à Berlin, est une musicienne slovène et une chanteuse pop.

## Biographie
Karmen est née à Berlin Ouest de parents slovènes en 1973. Elle part ensuite à Domžale en Slovénie où elle rejoint le duo de dance 4 Fun. Elle étudie également les langues germaniques à la faculté de philosophie de l’université de Ljubljana.
En 1998, elle commence sa carrière solo dans la musique. Elle participe quatre fois (1998, 2001, 2002 et 2003) aux sélections slovènes pour représenter le pays au Concours Eurovision de la chanson. En 2002, elle termine à la seconde place de la sélection mais elle remporte la sélection l’année suivante. Elle termine finalement à la 23e place du concours musical européen en 2003 avec sa chanson Nanana chantée en langue anglaise. La version slovène se nomme Lep poletni dan (« Beau jour d’été »).

## Discographie partielle
- Ostani Tu (2001)
- Karmen (2003)